# Foudia rubra
Tecelão-das-maurícias ou foudia-da-maurícia (Foudia rubra) é uma espécie de ave que habita a Maurícia.

## Ligações externos
- ARKive - images and movies of the Mauritius fody (Foudia rubra)
- «BirdLife Species Factsheet»